# 到仲举
到仲舉（517年—567年），表字德言。彭城郡武原县（今江苏省邳州市西北）人，南朝梁、南朝陳政治人物。

## 生平
梁朝侍中到洽之子。初任著作佐郎、太子舍人、王府主簿。出为長城县令，为政公平而知名。陳蒨乡里在長城县，常常探望到仲举，到仲举与陈蒨深相交结。侯景之乱平定，陳蒨担任吴兴郡太守，以到仲举为属下郡丞，他和庾持都是陳蒨的賓客。陳蒨为宣毅将軍，到仲举为属下長史，兼山陰县令。陈朝永定三年（559年）陳蒨即位为陈文帝，到仲举为侍中，执掌选官事。天嘉元年（560年）代行都官尚書，封宝安县侯。天嘉三年（562年）正式任都官尚書。九月，转任尚書右僕射、丹陽尹。改封建昌县侯。到仲舉没有学問，对朝廷的典章制度也不通晓，選官任用由袁枢实际決定。到仲舉性格粗忽，不干涉朝廷实務，和朝士无所親狎，蓄財飲酒为乐。天嘉六年（565年）任期结束，解任丹陽尹。
文帝久病在床，不能親自理政，尚書省的事情都到仲举由裁決。天康元年（566年），转任侍中、尚書僕射。文帝临终，到仲举为顾命大臣之一。文帝驾崩，遺詔安成王陳頊为尚書令輔弼太子陈伯宗統治。到仲举和尚書左丞王暹、中書舍人劉師知、殷不佞想要排除陳頊。派遣殷不佞宣偽诏让陳頊回归東府。計划败露，劉師知下北獄賜死，王暹、殷不佞免官，到仲举免为貞毅将軍、金紫光禄大夫，回到私邸蟄居。
光大元年（567年）国政尽归陈顼，到仲举废归私第后，心中不安。到仲举之子到郁，是陈文帝妹夫，任宣城太守，手下配有人马，該年調職南康内史，但因國喪還沒有上任。到郁常常乘坐一顶小轿，披上女人服装，到右卫将军韓子高处密谋。韓子高的軍主向陳頊告密、陳頊逮捕韓子高、到仲举和到郁，送交廷尉。在獄中賜死到仲举和到郁都。享年五十一岁。

## 延伸阅读
[在维基数据编辑]
 《陳書·卷20》，出自姚思廉《陳書》